# Marc Légasse
Pour les articles homonymes, voir Légasse.
Marc Légasse, né à Paris le 19 avril 1918 et mort à Ciboure le 21 mars 1997, est un armateur, écrivain et militant politique basque. Il est le fondateur du mouvement autonomiste au Pays basque français après la Seconde Guerre mondiale.

## Biographie
Son père Louis Légasse, né à Bassussarry en 1870 et mort à Paris en juin 1939, est armateur et propriétaire d'une trentaine de morutiers à Saint-Pierre-et-Miquelon, Fécamp et Pasaia, et le fondateur de la Compagnie générale de Grande Pêche - La Morue Française, dont le siège social était à Paris IXe, 80 rue Taitbout. Il est également délégué au Conseil supérieur des Colonies, maire de Miquelon et conseiller général des Pyrénées-Atlantiques. Sa mère, Maria Camino, est la fille du maire d'Hendaye et l'hériter de la Villa mauresque.
En 1941, Marc Légasse prend la direction des « Entreprises Maritimes Basques » et fonde après la guerre la conserverie Consathoma à Ciboure, qu'il cédera au groupe Saupiquet dans les années 1960.
Rentré précipitamment des États-Unis en mai 1940 pour répondre à son ordre de mobilisation, il fait feu devant l'ennemi, remonte au combat pour tenir une position et se fait blesser par balle sur la Loire. Il reçoit pour ces faits la croix de guerre 1939-1945. Installé à Ciboure puis à Saint-Jean-de-Luz, il s'investit dans la parution de la revue Aintzina avec le chanoine Pierre Lafitte. En 1942, à Biarritz, sous la bénédiction du père Donostia, il épouse Veronica de la Sota y Mac Mahon, petite fille du fondateur de l'empire industriel bilbaien éponyme et fille de Ramon de la Sota, président de la députation provinciale de Biscaye en 1917 et dignitaire du PNV, dont il aura trois filles, Sophie Euzkadi, Kitty Gernika et Patricia Askatasuna. Engagé dans la Légion étrangère, son frère Jacques Légasse saute sur une mine lors de la libération de Rome en juin 1944. 
En 1945, il se présente comme candidat nationaliste basque aux élections cantonales en défendant l'idée de la création d’un département Pays basque. C'est lui qui rédige le Projet d'autonomie du Pays Basque dans la République française, déposé par le député MRP de Baïgorry Jean Etcheverry-Aïnchart sur le bureau de l'Assemblée Constituante de 1945. Il publie régulièrement des pamphlets et des éditoriaux, humoristiques ou incendiaires, contre "l'occupant français", dans une publication intitulée Hordago, dont il est l'éditeur. Son appel au peuple Basque, lui demandant de "ne pas se mêler des affaires de la France par courtoisie envers un État étranger" lui vaut une condamnation à six mois de prison et son incarcération à la Villa Chagrin de Bayonne. 
En 1946, il adresse au président José Antonio Aguirre une lettre de critiques, ce dernier ne souhaitant pas la création d'un mouvement abertzale au Pays Basque nord pour ne pas troubler les relations entre le gouvernement d'Euzkadi en exil et la République française. En 1952, il reçoit le Lehendakari à Lezabea, sa maison de Sare, pour trouver un accord qui n'aboutira pas. Un mouvement abertzale (patriotique) au nord de la Bidassoa verra quand même le jour en 1960 avec Enbata.
Durant les années 1970, il participe aux grèves de la faim à la cathédrale de Bayonne en solidarité avec les réfugiés politiques du Pays Basque sud et s'implique, aux côtés de Telesforo Monzón, président de l'association humanitaire Anaî Artea, dans la défense de leurs droits. Dès 1977, à la chute du régime franquiste, il s'implique par écrit dans la vie politique outre-Bidassoa et signe des articles dans le quotidien indépendantiste EGIN. Son amitié ancienne avec Jakes Abeberry lui fait tenir une chronique dans Enbata, "le billet de Marc Légasse".
Remarié à Jacqueline Laruncet, fille de Jacques Laruncet, directeur de la maison Molyneux, célèbre parfumeur des années 1920, et petite fille du peintre Perico Ribera, il est le père de Périco Légasse, né le 21 mars 1959, journaliste spécialisé dans les questions agricoles et alimentaires, chroniqueur gastronomique et rédacteur en chef à l'hebdomadaire Marianne.
Il est par ailleurs l'oncle d'Axel Brücker et de Gilles Brücker.

## Publication
- Les séparatistes : 1 act1, Hordago, Bayonne, 1950
- Le « Séparatisme basque » est-il un existentialisme ? Cahiers Internationaux d'Études Humanistes, Biarritz, 6-11 août 1951 (en marge de l'université internationale d'été d'Ustaritz)
- La petite sirène au peigne et au miroir d'or sur la légende de la sirène des Légasse de la villa Mauresque d'Hendaye
- Ainsi parlait Nekatua
- Le Basque récalcitrant et le coq gaulois[4]
- Rêveries d'un gréviste de la faim
- Faut pas prendre l'arbre de Gernika pour un perchoir à coq gaulois
- Concerto guerrillero pour un pays qui n'existe pas, avec Emilio López Adán, Bayonne, Maiatz, 1984.
- Les cavaliers de Guernica, Paris : Jérôme Martineau, 1970.
- Euzkadi, ma patrie et autres contes, avec Jacques Légasse, Bayonne, Presse, 1944.
- Gastibeltzaren karabinak avec Maskarada Taldea, Lasarte-Oria, Susa, Antzerkia
- Les carabines de Gastibeltsa[5], Paris, R. Laffont, 1977.
- Las carabinas de Gastibeltsa : concierto barroco para txalaparta, avec Virginia Martínez, San Sebastian, Txertoa, 1978
- Paroles d'un anarchiste basque, 1948[6]
- Euskararen ebangelio eta apokalipsia = Evangelio y apocalipsis del euskara, San Sebastián, Txertoa, L.G. 1979.